# 상급대장
상급대장(上級大將)은 제2차세계대전 당시 독일군의 계급이다. 이는 독일어 계급 명칭 'Generaloberst', 즉 독일어 'General(대장)'과 'oberst(최고급)'의 결합어를 그대로 번역한 것으로, 일반적인 군대 계급의 4성 장군인 대장(大將)에 상응한다. 영어권에서는 통상 'Colonel general(상장, 상급대장)'으로 번역한다.

## 나치 독일의 상급대장 계급
- 독일 육군 : Generaloberst (상급대장)
- 독일 해군 : Generaladmiral (상급제독 또는 해군 상급대장)
- 독일 공군 : Generaloberst (상급대장)
- 무장친위대 : SS-Oberstgruppenführer (SS최상급집단지도자 또는 SS상급대장)

## 나치 독일의 장성 계급
다음은 육군 기준 장성(장군) 계급이다.
- Generalfeldmarschall : 야전원수 - 집단군 사령관
- Generaloberst : 상급대장 - 야전군 사령관 (일반적인 군 계급 '대장'에 해당)
- General : 대장[2] - 군단장 (일반적인 군 계급 '중장'에 해당)
- Generalleutnant : 중장 - 사단장 (일반적인 군 계급 '소장'에 해당)
- Generalmajor : 소장 - 여단장 (일반적인 군 계급 '준장'에 해당)

## 용어
'Generaloberst'를 '대장'으로 번역하지 않고 원어를 그대로 옮겨 상급대장으로 표기하는 것은, 독일군의 계급 명칭이 Generalmajor(소장) - Generalleutnant(중장) - General(대장)으로 되어 있고 그 위에 'Generaloberst'가 설치되어 있었기 때문이다. 즉, 독일어 계급 'Generlamajor'가 영어권 서적에서 'major-general'로 표기되므로, 준장으로 번역하는 것이 적절치 않다. 또 준장으로 번역할 수 있는 계급(대령과 소장 사이의 계급)이 당시 독일 해군에 'Kommodore(준장)', 무장친위대에 'SS-Oberführer(상급지도자, 준장 또는 상급대령)'로 존재하였기 때문에 육군, 공군 등의 계급 'Generlamajor'를 준장으로 번역하는 형태로 한 단계씩 낮추면 이들 계급과 충돌이 발생한다.